# Okanogan (ciutat)
Okanogan és una ciutat i seu del comtat d'Okanogan a l'estat de Estat de Washington, amb 2.484 habitants al cens del 2000.

## Demografia
En el cens del 2000 Okanogan tenia 2.484 habitants, 909 habitatges, i 599 famílies. La densitat de població era de 524,1 habitants per km².
Dels 909 habitatges en un 37,1% hi vivien nens de menys de 18 anys, en un 48,1% hi vivien parelles casades, en un 13,4% dones solteres, i en un 34% no eren unitats familiars. En el 28,7% dels habitatges hi vivien persones soles el 10,9% de les quals corresponia a persones de 65 anys o més que vivien soles. El nombre mitjà de persones vivint en cada habitatge era de 2,49 i el nombre mitjà de persones que vivien en cada família era de 3,06.
Per edats la població es repartia de la següent manera: un 27,7% tenia menys de 18 anys, un 8,9% entre 18 i 24, un 26,4% entre 25 i 44, un 21,9% de 45 a 60 i un 15,1% 65 anys o més.
L'edat mediana era de 37 anys. Per cada 100 dones de 18 o més anys hi havia 94,6 homes.
La renda mediana per habitatge era de 26.994 $ i la renda mediana per família de 33.947 $. Els homes tenien una renda mediana de 31.143 $ mentre que les dones 20.822 $. La renda per capita de la població era de 13.849 $. Aproximadament el 20,2% de les famílies i el 24,3% de la població estaven per davall del llindar de pobresa.

## Poblacions properes
El següent diagrama mostra les poblacions més properes.